# Hurricane Dean
Hurricane Dean war eine deutsche Indie-Rock-Band, die von 2011 bis 2016 bestand.

## Geschichte
Die Band wurde im Februar 2011 gegründet, sie bestand zunächst aus fünf Mitgliedern. In den ersten Monaten des Bestehens gab es einige Wechsel in der Besetzung. Ab September 2011 gehörten dann zur Formation Ian Bleeker, der zunächst im Mai 2011 die Band verlassen hatte, Jürgen Schulte, Malte Zierden und Oliver Szafranek. Sie stammen aus den Städten Papenburg im Emsland und Leer in Ostfriesland.
Der Bandname nimmt Bezug auf einen Atlantiksturm im Jahre 2007, der als Hurrikan Dean bezeichnet worden ist.
Ihren Musikstil bezeichneten sie selbst als Bright Wave, einem Mix aus Indie-Rock und dunklem Wave-Sound.
Die Band gewann im Mai 2011 den Wettbewerb Ostfriesland rockt und durfte daraufhin beim Omas Teich Festival auftreten.
2012 wurden sie für das Förderprogramm Bandpool der Popakademie Baden-Württemberg ausgewählt. Im Mai 2012 veröffentlichten sie ihre erste Single Flat Random Noise, die bei zahlreichen Radiostationen in die Rotation aufgenommen wurde und die einige Wochen in der Top Ten der Campuscharts gelistet war.
Die zweite Single Appeal erschien im Oktober 2012. In dem Musikvideo zu diesem Titel wirkt Luisa Hartema mit, 2012 Gewinnerin der Castingshow Germany's Next Top Model.

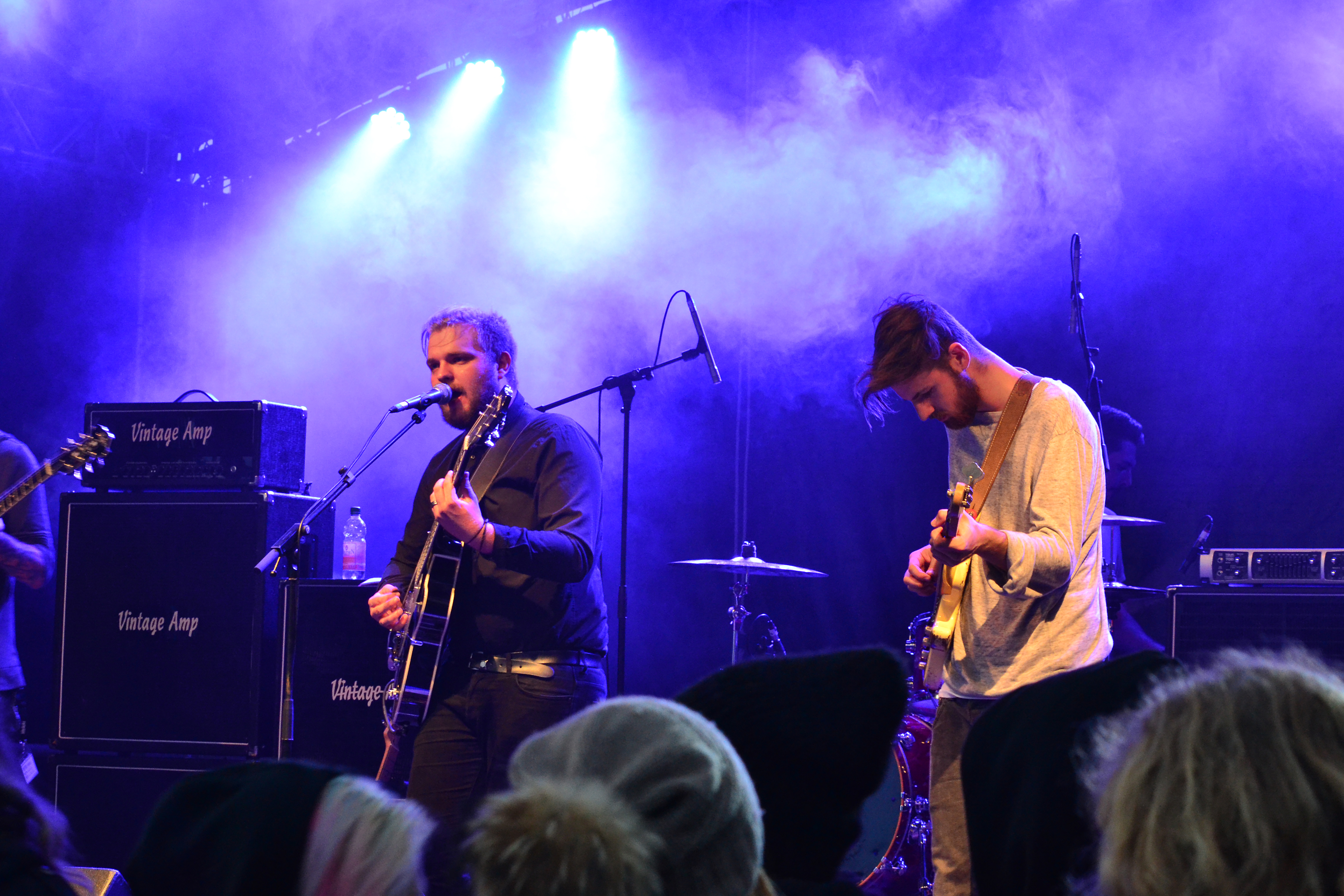
Hurricane Dean auf dem Ackerfestival 2013 in Kummerfeld, v.l.n.r Ian Bleeker, Jürgen Schulte

Im Juni 2013 traten sie bei einem Konzert von Alicia Keys vor 20.000 Zuschauern in Posen als Vorband auf. Zu dieser Zeit war die Band in Polen bekannt, weil in der Fernsehwerbung eines Mobilfunkanbieters der Titel Flat Random Noise verwendet wurde.
Im Zuge der Aufnahmen für das erste Studioalbum stieß der Keyboarder Fynn Hoveling zur Band.
Im Dezember 2014 veröffentlichten sie die Single Arsenal Of Colors. Es handelte sich um die erste von drei Singleauskopplungen aus dem einzigen Studioalbum N53°E7°, das im März 2015 erschien. Das Album wurde von Markus Schlichtherle produziert. Bei dem Albumtitel handelt es sich nach Aussage der Band um die Koordinaten der Gegend, aus der die Bandmitglieder stammen.
2016 teilte die Band mit, dass sie sich aus persönlichen Gründen aufgelöst habe.

## Diskografie

### Studioalbum
- N53°E7°, Veröffentlichung 13. März 2015

### Singles / Musikvideos
- Flat Random Noise, Veröffentlichung 9. Mai 2012
- Appeal, Veröffentlichung 17. Oktober 2012
- Arsenal of Colors, Veröffentlichung 2. Dezember 2014
- Fragrance, Veröffentlichung 20. Februar 2015
- Quit! Stop, Veröffentlichung 6. März 2015